# Víctor Guzmán
Víctor Alfonso Guzmán Guzmán (Tonalá, Jalisco, 3 de febrero de 1995) es un futbolista mexicano, juega como centrocampista y su actual equipo es el Club de Fútbol Pachuca de la Primera División de México.

## Trayectoria

### Inicios y Club Deportivo Guadalajara
Víctor Guzmán, fue surgido en las fuerzas básicas de Chivas desde el 2009, donde su talento llamó la atención de José Luis Real, y logrando jugar en los equipos Sub-15, Sub-17 y Sub-20, sin lograr debutar con el primer equipo.

### Club de Fútbol Pachuca
Tras tener excelentes actuaciones en las categorías sub-15, sub-17 y sub-20 de las Chivas, llamó la atención del técnico uruguayo Diego Alonso, donde en el Draft Apertura 2015, pasa a Préstamo sin opción a compra.
Se presentó con el primer equipo de los de Hidalgo en la Copa MX el 28 de julio de 2015. Un mes después haría su presentación en la Liga MX. Jugó sus primeros minutos como profesional el 11 de agosto en el duelo entre Rayados y Pachuca.
El 24 de marzo de 2016, Pachuca anunció negociaciones con Chivas dueño de la carta del futbolista, por la compra de sus derechos federativos, como posible cambio por el arquero de Chivas Rodolfo Cota donde Pachuca también es dueño de sus derechos federativos.
En la final del Clausura 2016 hizo el gol en tiempo agregado con el que Pachuca logró el campeonato.
El 11 de mayo de 2016, se confirma la renovación del préstamo de Guzmán por 1 año más en Pachuca.
El 12 de diciembre de 2016, se confirma la compra de sus derechos federativos como cambio por el jugador Rodolfo Pizarro que pasaría al Guadalajara en compra definitiva.
Suspensión
En enero de 2020 regresa al Guadalajara, pero estos anulan la compra tras conocerse su resultado positivo en un control antidopaje realizado en agosto de 2019, siendo suspendido por la FMF. Guzmán acusa inocencia, sometiéndose a la Prueba B para demostrarlo.
Regreso de la suspensión
El 24 de agosto de 2020, Víctor Guzmán luego de meses suspendido regresa a un partido oficial con el C. F. Pachuca en la jornada 6 contra el Mazatlán F. C. marcando gol de penal en los minutos de compensación, logrando así que su equipo gane el partido con un marcador de 4-3.

### Club Deportivo Guadalajara
El 25 de diciembre de 2022, Después del incidente de 2020 por fin El Club Guadalajara anuncia la llegada del "Pocho", en compra definitiva.

## Selección nacional

### Sub-20
Guzmán fue convocado con la Selección Sub-20 por Sergio Almaguer para el campeonato de CONCACAF sede en Jamaica.

### Sub-23
El 18 de septiembre de 2015, Guzmán fue seleccionado por el entrenador Raúl Gutiérrez para jugar en el preolímpico de concacaf rumbo a los juegos olímpicos de Río 2016.
El 7 de julio de 2016, quedó en la lista de 18 jugadores que representaran a México en los juegos olímpicos de Río 2016.

### Selección absoluta
| Club               | País   | PJ | Goles | Periodo         |
| ------------------ | ------ | -- | ----- | --------------- |
| Selección Mexicana | México | 6  | 1     | 2018 - Presente |

Al tener buenas actuaciones con Pachuca, llamó la atención del técnico Ricardo Ferretti, el cual lo convoca para los partidos contra Uruguay y Estados Unidos. El 7 de septiembre de 2018 debuta con la selección mayor ante Uruguay.
El 11 de octubre de 2018, marca su primer gol con la selección mexicana en la victoria de 3-2 ante la selección de Costa Rica.

### Participación en selección nacional
| Copa                     | Categoría | Sede           | Resultado    |
| ------------------------ | --------- | -------------- | ------------ |
| Juegos Olímpicos de 2016 | Sub-23    | Río de Janeiro | Primera Fase |

### Goles internacionales
| Gol | Fecha                 | Lugar                                                   | Oponente   | Marcador | Resultado | Competición |
| --- | --------------------- | ------------------------------------------------------- | ---------- | -------- | --------- | ----------- |
| 1.  | 11 de octubre de 2018 | Estadio Universitario, San Nicolás de los Garza, México | Costa Rica | 1–1      | 3–2       | Amistoso    |

## Estadísticas

### Clubes
Actualizado al 18 de febrero de 2022.
| Club | Div.          | Temporada     | Liga  | Liga  | Liga   | Copas Nacionales(1) | Copas Nacionales(1) | Copas Nacionales(1) | Torneos Internacionales(2) | Torneos Internacionales(2) | Torneos Internacionales(2) | Total | Total | Total  | Promedio |
| Club | Div.          | Temporada     | Part. | Goles | Asist. | Part.               | Goles               | Asist.              | Part.                      | Goles                      | Asist.                     | Part. | Goles | Asist. | Promedio |
| --- | ------------- | ------------- | ----- | ----- | ------ | ------------------- | ------------------- | ------------------- | -------------------------- | -------------------------- | -------------------------- | ----- | ----- | ------ | -------- |
| C. F. Pachuca · México | 1ª            | 2015-16       | 21    | 2     | 0      | 13                  | 2                   | 1                   | —                          | —                          | —                          | 34    | 4     | 1      | 0.18     |
| C. F. Pachuca · México | 1ª            | 2016-17       | 33    | 3     | 5      | —                   | —                   | —                   | 8                          | 2                          | 1                          | 41    | 5     | 6      | 0.12     |
| C. F. Pachuca · México | 1ª            | 2017-18       | 20    | 9     | 2      | 6                   | 3                   | 0                   | 2                          | 1                          | 0                          | 28    | 13    | 2      | 0.46     |
| C. F. Pachuca · México | 1ª            | 2018-19       | 35    | 13    | 6      | 5                   | 0                   | 0                   | —                          | —                          | —                          | 40    | 13    | 6      | 0.43     |
| C. F. Pachuca · México | 1ª            | 2019-20       | 18    | 6     | 3      | 1                   | 0                   | 0                   | —                          | —                          | —                          | 19    | 6     | 3      | 0.29     |
| C. F. Pachuca · México | 1ª            | 2020-21       | 26    | 5     | 1      | —                   | —                   | —                   | —                          | —                          | —                          | 26    | 5     | 1      | 0.19     |
| C. F. Pachuca · México | 1ª            | 2021-22       | 40    | 9     | 8      | —                   | —                   | —                   | —                          | —                          | —                          | 40    | 9     | 8      | 0.23     |
| C. F. Pachuca · México | 1ª            | 2022          | 19    | 2     | 4      | —                   | —                   | —                   | —                          | —                          | —                          | 19    | 2     | 4      | 0.11     |
| C. F. Pachuca · México | 1ª            | 2025          | —     | —     | —      | —                   | —                   | —                   | 2                          | 0                          | 0                          | 2     | 0     | 0      | 0        |
| C. F. Pachuca · México | Total club    | Total club    | 212   | 49    | 29     | 25                  | 5                   | 1                   | 12                         | 3                          | 1                          | 249   | 57    | 31     | 0.23     |
| C. D. Guadalajara · México | 1ª            | 2022-23       | 21    | 8     | 2      | —                   | —                   | —                   | —                          | —                          | —                          | 21    | 8     | 2      | 0.57     |
| C. D. Guadalajara · México | 1ª            | 2023-24       | 32    | 7     | 3      | 0                   | 0                   | 0                   | 0                          | 0                          | 0                          | 0     | 20    | 5      | 0        |
| C. D. Guadalajara · México | 1ª            | 2024-25       | 4     | 0     | 0      |                     |                     |                     |                            |                            |                            |       |       |        |          |
| C. D. Guadalajara · México | Total club    | Total club    | 57    | 15    | 5      | 0                   | 0                   | 0                   | 0                          | 0                          | 0                          | 21    | 8     | 2      | 0.57     |
| Total carrera | Total carrera | Total carrera | 269   | 64    | 34     | 25                  | 5                   | 1                   | 10                         | 3                          | 1                          | 268   | 65    | 33     | 0.24     |
| (1)Incluidos los datos de la Copa México (2015-) (2)Incluidos los datos de la Liga de Campeones de la Concacaf (2016-17) y Copa Mundial de Clubes de la FIFA (2017) |               |               |       |       |        |                     |                     |                     |                            |                            |                            |       |       |        |          |

## Palmarés

### Campeonatos nacionales
| Título  | Equipo  | Sede   | Año  |
| ------- | ------- | ------ | ---- |
| Liga MX | Pachuca | México | 2016 |
| Liga MX | Pachuca | México | 2022 |

### Campeonatos internacionales
| Título            | Club    | País   | Año  |
| ----------------- | ------- | ------ | ---- |
| Liga de Campeones | Pachuca | México | 2017 |

### Distinciones individuales
| Distinción                             | Año  |
| -------------------------------------- | ---- |
| Once Ideal de la Liga MX Apertura 2017 | 2017 |